# Zamostje (rejon grajworoński)
Zamostje (ros. Замостье) – wieś (sieło) w Rosji, w obwodzie biełgorodzkim, w rejonie grajworońskim. W 2010 liczyła 1020 mieszkańców.